# Valens (dorp)
Valens is een dorp in de gemeente Pfäfers in Zwitserland. In Duitstalig gebied is Valens vooral bekend vanwege de revalidatiekliniek aldaar.